# Anyphops tugelanus
Anyphops tugelanus is een spinnensoort uit de familie van de Selenopidae.
De wetenschappelijke naam van de soort werd in 1942 als Selenops tugelanus gepubliceerd door Reginald Frederick Lawrence.